# Waldport
Waldport is een plaats (city) in de Amerikaanse staat Oregon, en valt bestuurlijk gezien onder Lincoln County.

## Demografie
Bij de volkstelling in 2000 werd het aantal inwoners vastgesteld op 2050. In 2006 is het aantal inwoners door het United States Census Bureau geschat op 2051, een stijging van 1 (0,0%).

## Geografie
Volgens het United States Census Bureau beslaat de plaats een oppervlakte van 6,7 km², waarvan 5,5 km² land en 1,2 km² water. Waldport ligt op ongeveer 2 m boven zeeniveau.

## Plaatsen in de nabije omgeving
De onderstaande figuur toont nabijgelegen plaatsen in een straal van 36 km rond Waldport.